# Constitutions religieuses
 (signalé en juillet 2025).
Si vous disposez d'ouvrages ou d'articles de référence ou si vous connaissez des sites web de qualité traitant du thème abordé ici, merci de compléter l'article en donnant les références utiles à sa vérifiabilité et en les liant à la section « Notes et références ».
- Archive Wikiwix
- Bing
- Cairn
- DuckDuckGo
- E. Universalis
- Gallica
- Google
- G. Books
- G. News
- G. Scholar
- Persée
- Qwant
- (zh) Baidu
- (ru) Yandex
- (wd) trouver des œuvres sur Wikidata

Dans l'Église catholique les constitutions d'une congrégation religieuse particulière forment les dispositions légales internes que les membres d'un institut religieux ont adopté pour mieux répondre ensemble à un objectif apostolique ou autre choisi (le 'charisme' de la congrégation) dans l'esprit d'une tradition spirituelle chrétienne particulière. Elle contiennent ses principales normes juridiques et spirituelles.

## Étymologie
Le mot constitution vient du latin constituere, disposer, ordonner.

## Aujourd'hui
Le Code de droit canonique de 1983 prévoit que chaque congrégation ou ordre soit doté de constitutions (CIC N°587) afin de garder fidèlement le charisme et l'identité de chaque institut, selon les intentions de leurs fondateurs respectifs (CIC N°578).
Les constitutions doivent contenir les normes principales de la communauté, en particulier:
« les normes fondamentales relatives au gouvernement de l'institut et de la discipline de ses membres, à leur incorporation et à leur formation, ainsi qu'à l'objet propre de leurs liens sacrés. »
C'est généralement le chapitre général de la congrégation religieuse particulière qui approuve le texte (ou les modifications) de constitutions religieuses. Cette approbation doit être ratifiée par le Saint-Siège (la 'Congrégation pour les instituts de vie consacrée et les sociétés de vie apostolique') avant d'entrer en vigueur. 